# Австрийская служба памяти жертв Холокоста
Австрийская служба памяти жертв Холокоста (нем. Österreichischer Gedenkdienst) является альтернативой австрийской военной службе. Проходящие службу заняты в наиболее важных памятниках Холокоста.

## Создание и деятельность

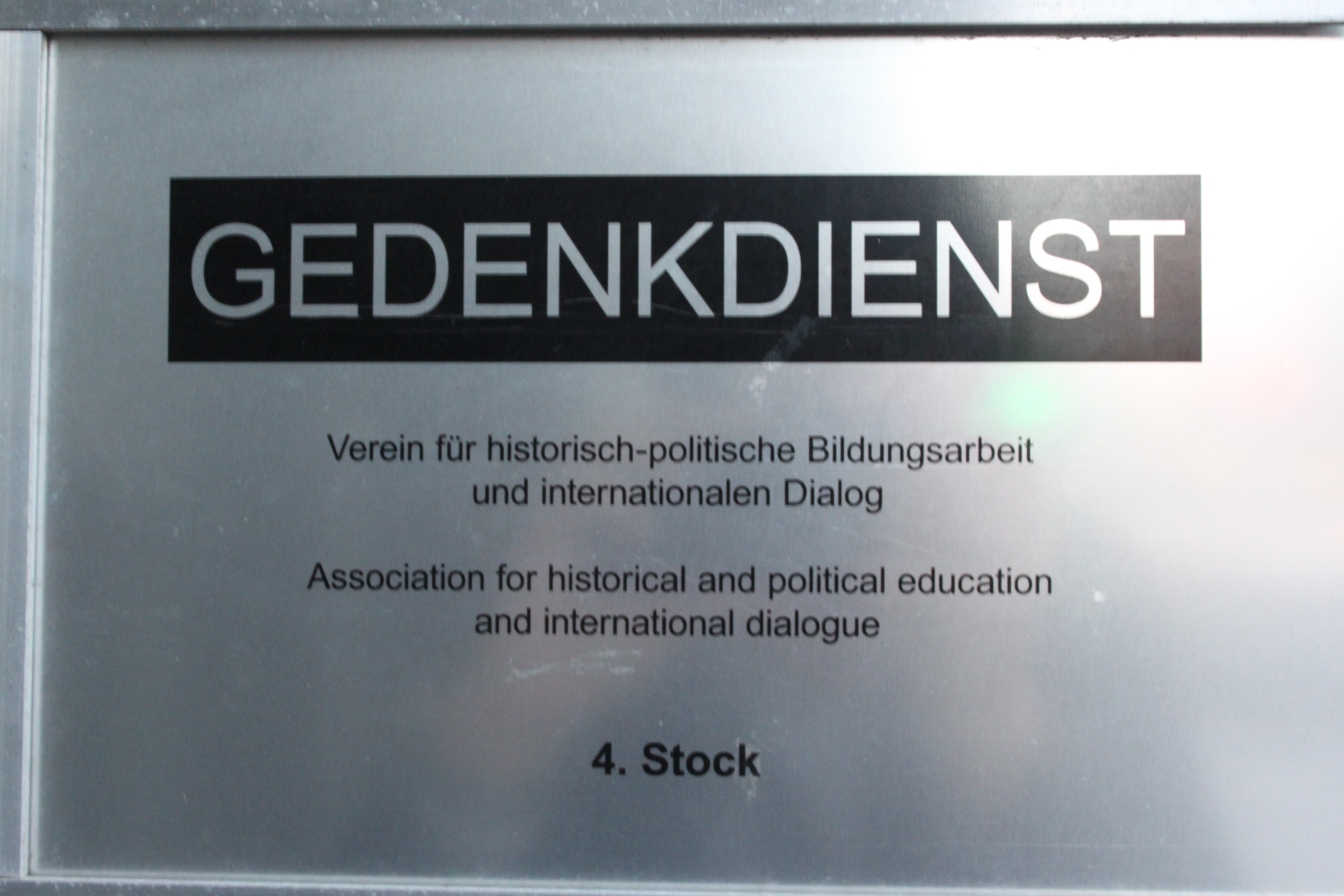

Служба «Геденкдинст» (немецкое название организации) была основана политологом доктором Андреасом Майслингером (Инсбрук, Тироль, Австрия). Доктор Майслингер заимствовал основную идею немецкой организации «Акция знак искупления» (Aktion Suehnezeichen), в рамках которой он сам работал добровольцем в музее Аушвиц-Биркенау.
Работа организации «Геденкдинст» была санкционирована австрийским правительством в 1991 году как служба, альтернативная воинской службе, и впоследствии возникла независимая организация, финансируемая большей частью министерством внутренних дел Австрии. Цель работы Австрийской службы памяти жертв Холокоста — подчеркнуть признание совиновности Австрии в Холокосте и довести до нас всех сознание нашей ответственности, бороться, так сказать, за «больше никогда» (выдержка речи тогдашнего федерального канцлера Франца Враницкого, Иерусалим, июнь 1993).
Организация «Геденкдинст» является единственной в своем роде мировой организацией для мемориальных памятных мест и музеев Холокоста, которые хотят получить помощь по запросу в своих архивах и библиотеках. С 1992 года более 100 прошедших службу, большинство из которых в возрасте около 20 лет, вместо прохождения военной службы дома, работали в памятных местах Холокоста и разрабатывали его историю.
Организация альтернативной общественной службы за границей уполномочена австрийским правительством посылать сотрудников к организациям-партнерам по всему миру.
В 2006 году организация учредила специальную премию.
В России организация сотрудничает с Научно-просветительным центром «Холокост» - первая на постсоветском пространстве организация, поставившая целью увековечение памяти о жертвах Холокоста.

## Партнёрские организации
| Страна         | Организации |
| -------------- | --- |
| Австралия      | Мельбурн — Мельбурнский музей Холокоста Мельбурн — Еврейский музей Австралии |
| Бразилия       | Рио-де-Жанейро — Центр юстиции и международного права (англ. Center for Justice and International Law (CEJIL)) |
| Болгария       | София — Организация евреев Болгарии |
| Венгрия        | Будапешт — Европейский центр по правам цыган |
| Китай          | Нанкин — Джон Рэйб Хаус Шанхай — Шанхайский центр еврейских исследований |
| Германия       | Берлин — Еврейский музей Берлина Моринген — Концентрационный лагерь Мюринген Мюнхен — Еврейский музей в Мюнхене |
| Великобритания | Лондон — The National Yad Vashem Charitable Trust Лондон — Библиотека Винера |
| Франция        | Орадур-сюр-Глан — Мемориальный центр Орадур-сюр-Глан Париж — Фонд памяти депортаций Париж — Amicale de Mauthausen |
| Израиль        | Иерусалим — AIC — Alternative Information Center Иерусалим — Яд ва-Шем |
| Италия         | Комо — Istituto di Storia Contemporanea «Pier Amato Perretta»(ISC) Милан — Центр современной еврейской документации (CDEC) Прато — Музей депортации |
| Канада         | Монреаль — Монреальский музей Холокоста Монреаль — Kleinmann Family Foundation |
| Хорватия       | Ясеновац — Мемориальный музей Ясеновац |
| Нидерланды     | Амстердам — UNITED for Intercultural Action |
| Польша         | Краков — Фонд Иудаики - Центр еврейской культуры Краков — Galicia Jewish Museum Освенцим — Синагога «Хевра Ломдей Мишнаёс» Варшава — Еврейский музей Варшавы |
| Румыния        | Тимишоара Место в сооружении |
| Россия         | Москва — Научно-просветительный центр «Холокост» |
| Чехия          | Прага — Jüdische Gemeinde |
| Турция         | Стамбул — Jüdisches Museum Istanbul |
| Украина        | Киев — Еврейский Фонд Украины При общественной организации «ЕФУ» работает еврейский культурный центр «Кинор». Волонтёр австрийской общественной службы помогает фонду организовывать проекты и проводить мероприятия. |
| США            | - Детройт — Мемориальный центр Холокоста - Хьюстон — Музей Холокоста в Хьюстоне - Лос-Анджелес — Музей Холокоста в Лос-Анджелесе - Лос-Анджелес — Центр Симона Визенталя - Лос-Анджелес — Фонд Шоа - Нью-Йорк — Музей еврейского наследия - Нью-Йорк — Антидиффамационная лига - Нью-Йорк — Американский еврейский комитет - Рино — Center for Holocaust, Genocide & Peace Studies - Ричмонд — Музей Холокоста в Вирджинии - Сент-Питерсберг — Музей Холокоста во Флориде - Сан-Франциско — Центр Холокоста Северной Калифорнии |